# Tarachidia alata
Tarachidia alata là một loài bướm đêm trong họ Noctuidae.